# Patrícia de Carvalho
Patrícia Alexandra Martins de Carvalho (Lisboa, 19 de dezembro de 1987) é jornalista de formação e política portuguesa. Atualmente, assume as funções de deputada à Assembleia da República, adjunta da direção nacional e diretora da comunicação nacional do Partido CHEGA.

## Biografia
Concluiu a sua Licenciatura na Universidade Católica, em Estudo de Comunicação Social e Cultural, e obteve o Mestrado em Gestão Cultural com a nota final de 18 valores, em 2010.
Trabalhou como jornalista estagiária no Correio da Manhã durante 9 meses, até o final de 2011. Ingressou no jornal online Notícias ao Minuto em julho de 2012, onde permaneceu menos de um ano, regressando depois ao Correio da Manhã, onde permaneceu por seis meses, até dezembro de 2013.
Assinou o seu último trabalho no Notícias ao Minuto com o nome profissional de Patrícia Martins Carvalho no dia 29 de novembro de 2019, pouco mais de um mês depois de ter produzido efeito um despacho do então Deputado Único Representante do Partido Chega, André Ventura, a nomeá-la como assessora de comunicação do Chega (com início de funções no dia 2 de dezembro de 2019).

## Atuação política no CHEGA
Após a eleição de André Ventura como deputado à Assembleia da República nas eleições legislativas de 2019, foi convidada pelo presidente do CHEGA para ser a sua assessora de imprensa e diretora da comunicação nacional do partido. A 30 de maio de 2021, acabou por ser convidada por André Ventura para ser adjunta da sua direção nacional.
A 14 de dezembro de 2021, André Ventura anunciou que seria a segunda na lista à Assembleia da República do partido, por Setúbal, nas eleições legislativas de 2022.
Em janeiro de 2023, na 5.ª Convenção Nacional do partido, criticou o Bloco de Esquerda, considerando-o um partido sem futuro e sem relevância: "Quase que aposto que o BE nas próximas eleições vai ficar apenas com um deputado, o que já é muito na Assembleia da República". Nessa mesma convenção, o presidente do partido volta a convidá-la para integrar a sua direção nacional como adjunta, mantendo-se à frente da comunicação do partido.
Já na 6.ª Convenção Nacional, em janeiro de 2024, condenou Mariana Mortágua e Joana Mortágua, "são as mesmas que defendem movimentos terroristas islâmicos, que desrespeitam as mulheres, que as obrigam a utilizar uma burca, que é o maior símbolo da brutalidade contra uma mulher e contra a liberdade de ser uma mulher". Acabou também por defender a família tradicional, onde afirmou: "Não é possível criar uma família, dar continuidade às gerações, sem um homem e uma mulher. Independentemente do que queiram ensinar às nossas crianças nas escolas, não existe uma família sem homem e sem mulher". No último dia da convenção nacional, a direção nacional do partido é eleita, sendo mais uma vez reconduzida por André Ventura no cargo de adjunta da direção.
Em janeiro de 2024, foi confirmado pelo presidente do CHEGA, que seria a segunda candidata do partido pelo círculo eleitoral de Setúbal nas eleições legislativas de 2024.

## Deputada à Assembleia da República

### XVI Legislatura da República Portuguesa
A 10 de março de 2024, Patrícia de Carvalho foi eleita deputada à Assembleia da República pelo CHEGA, pelo círculo eleitoral de Setúbal. Foi indicada em abril de 2024, pelo líder parlamentar, Pedro Pinto, que faria parte da direção de bancada como coordenadora do departamento de comunicação do grupo parlamentar.da bancada parlamentar do partido. Na Assembleia da República, integrou na XVI Legislatura a Comissão de Cultura, Comunicação, Juventude e Desporto como coordenadora do grupo parlamentar, além de ser suplente nas comissões de Assuntos Constitucionais, Direitos, Liberdades e Garantias, e na Comissão Eventual para avaliar o sistema de Proteção Civil e a Prevenção e Combate aos incêndios de 2024.

#### Comissões parlamentares
- Comissão de Assuntos Constitucionais, Direitos, Liberdades e Garantias [Suplente]
- Comissão de Cultura, Comunicação, Juventude e Desporto [Coordenadora GP]
- Comissão Eventual para avaliar o sistema de Proteção Civil e a Prevenção e Combate aos incêndios 2024 [Suplente]

## Resultados eleitorais

### Eleições legislativas
| Data | Partido | Partido | Círculo eleitoral | Posição     | CI.     | Votos          | %              | +/-    | Deputados | +/-    | Status     | Notas                                |
| ---- | ------- | ------- | ----------------- | ----------- | ------- | -------------- | -------------- | ------ | --------- | ------ | ---------- | ------------------------------------ |
| 2022 |         | CH      | Setúbal           | 2.º (em 19) | 4.º     | 39 135         | 9,03 / 100,00  | 7,10   | 1 / 19    | 1      | Não eleita | Adjunta da Direção Nacional do CHEGA |
| 2024 | 2.º     | CH      | Setúbal           | 2.º (em 19) | 102 077 | 20,31 / 100,00 | 11,28          | 4 / 19 | 3         | Eleita |            | Adjunta da Direção Nacional do CHEGA |
| 2025 |         | CH      | Setúbal           | 2.º (em 19) | 1.º     | 129 569        | 26,38 / 100,00 | 6,7    | 6 / 19    | Eleita | 2          | Adjunta da Direção Nacional do CHEGA |